# Mónica Proano
Mónica Proano es una deportista ecuatoriana que compitió en judo. Ganó una medalla de bronce en el Campeonato Panamericano de Judo de 1980, en la categoría de –43 kg.

## Palmarés internacional
| Campeonato Panamericano | Campeonato Panamericano       | Campeonato Panamericano | Campeonato Panamericano |
| Año                     | Lugar                         | Medalla                 | Categoría               |
| ----------------------- | ----------------------------- | ----------------------- | ----------------------- |
| 1980                    | Isla de Margarita (Venezuela) | Medalla de bronce       | –43 kg                  |